# 愛国飛行場 (釧路市)

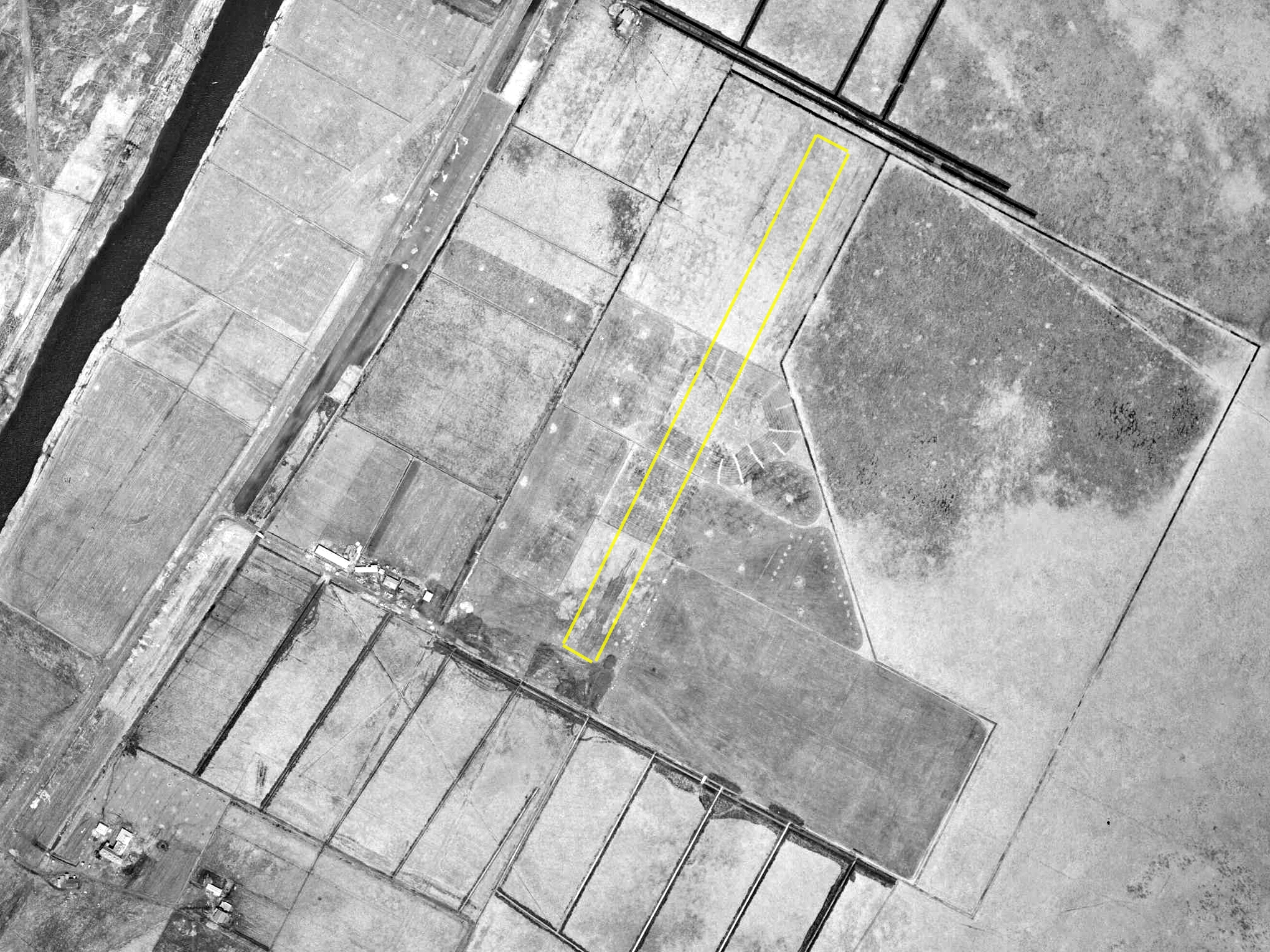
愛国飛行場（釧路市）の航空写真（1961年）

愛国飛行場（あいこくひこうじょう）とは、釧路市愛国（同飛行場廃港に因み命名された地域名）に存在した飛行場。700m×600mの転圧滑走路面を持ち、格納庫を1棟備えていた。総面積50ヘクタール。愛国郵便切手寄付金を活用し、寄付建設された事により、命名された。
他にも市内の経済界から15万坪の土地と当時の金額で95,000円の寄付といった支援も受けた。

## 沿革
- 1937年12月24日 - 現在の釧路市文苑と新釧路川左岸にまたがる地域にて着工。
- 1938年1月6日 - 完成。
- 1945年 - 終戦に伴い、民間飛行場となる。
- 1961年 - 釧路空港開設に伴い、廃止。住宅地に転用される。